# Andesia barilochensis
Andesia barilochensis là một loài bướm đêm trong họ Noctuidae.